# André Sainjon
André Sainjon (ur. 23 lipca 1943 w Paryżu) – francuski działacz związkowy, poseł do Parlamentu Europejskiego III i IV kadencji.

## Życiorys
Był pracownikiem koncernu zbrojeniowego i motoryzacyjnego Hotchkiss. Zaangażował się w działalność związkową w ramach Powszechnej Konfederacji Pracy (CGT) i zrzeszonej w niej federacji metalowców (FTM-CGT). Był sekretarzem CGT do spraw młodych, a w latach 1976–1988 jako sekretarz generalny kierował FTM-CGT. Zrezygnował na skutek nacisków komunistycznego skrzydła organizacji, po czym wycofał się z działalności związkowej.
W 1989 uzyskał mandat eurodeputowanego jako kandydat niezależny z ramienia Partii Socjalistycznej. W 1994 z powodzeniem ubiegał się o reelekcję z listy Lewicowej Partii Radykalnej. W PE zasiadał do 1999, był m.in. wiceprzewodniczącym Komisji ds. Stosunków Gospodarczych z Zagranicą.
Po odejściu z polityki objął stanowisko prezesa koncernu elektrycznego SNET.